# Lista de municípios do Acre por área urbana
Essa é uma lista dos 22 municípios do estado do Acre por área urbanizada, com dados do Instituto Brasileiro de Geografia e Estatística (IBGE) referentes a 2019.
| Posição     | Município            | Área urbana (km²) |
| ----------- | -------------------- | ----------------- |
| 1           | Rio Branco           | 87,42             |
| 2           | Cruzeiro do Sul      | 26,9102           |
| 3           | Sena Madureira       | 8,6131            |
| 4           | Tarauacá             | 7,4976            |
| 5           | Mâncio Lima          | 7,4288            |
| 6           | Acrelândia           | 7,3721            |
| 7           | Brasileia            | 6,6342            |
| 8           | Feijó                | 6,5995            |
| 9           | Senador Guiomard     | 6,5137            |
| 10          | Bujari               | 6,3701            |
| 11          | Capixaba             | 5,8375            |
| 12          | Porto Acre           | 5,5628            |
| 13          | Plácido de Castro    | 5,0443            |
| 14          | Epitaciolândia       | 4,9304            |
| 15          | Marechal Thaumaturgo | 4,3786            |
| 16          | Rodrigues Alves      | 4,3648            |
| 17          | Xapuri               | 3,2335            |
| 18          | Porto Walter         | 2,6511            |
| 19          | Manoel Urbano        | 2,3993            |
| 20          | Santa Rosa do Purus  | 2,3143            |
| 21          | Assis Brasil         | 2,0377            |
| 22          | Jordão               | 2,0224            |
| Total (km²) | Total (km²)          | 216,136           |